# Šiba
Šiba este o comună slovacă, aflată în districtul Bardejov din regiunea Prešov. Localitatea se află la altitudinea de 430 m deasupra n.m., se întinde pe o suprafață de 13,82 km2 și în 2017 număra 618 locuitori.

## Istoric
Localitatea Šiba este atestată documentar din 1427.

## Demografie
| An:                | 1994 | 2004   | 2014   | 2024 |
| ------------------ | ---- | ------ | ------ | ---- |
| Număr de persoane: | 545  | 563    | 600    | 636  |
| Diferență:         |      | +3,30% | +6,57% | +6%  |

| An:                | 2023 | 2024   |
| ------------------ | ---- | ------ |
| Număr de persoane: | 631  | 636    |
| Diferență:         |      | +0,79% |